# كليف نوغينت
كليف نوغينت (بالإنجليزية: Cliff Nugent)‏ (3 مارس 1929 في المملكة المتحدة - ) هو لاعب كرة قدم بريطاني في مركز جناح ‏. لعب مع أكسفورد يونايتد وكارديف سيتي ونادي مانسفيلد تاون ونادي ويموث.